# Störtebeker-Festspiele

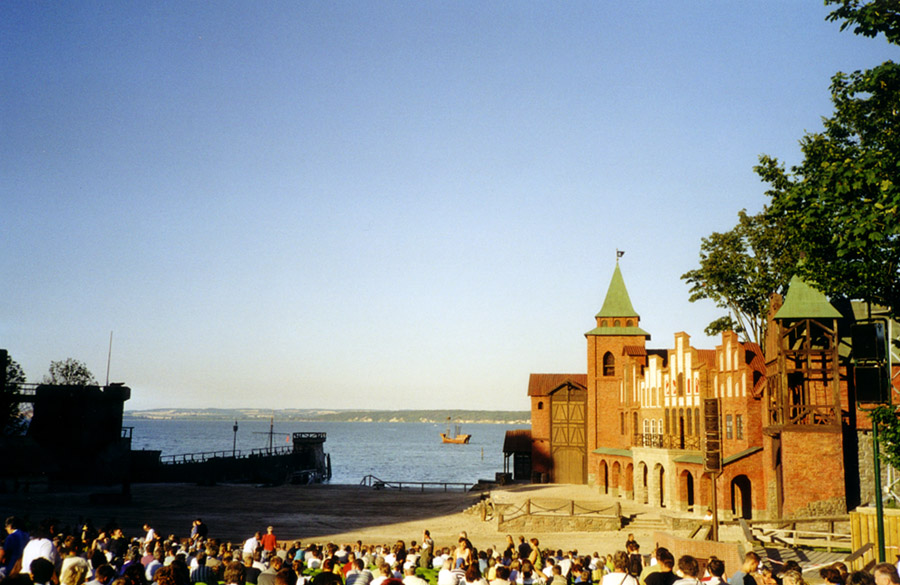
Störtebeker Festspiele 2001

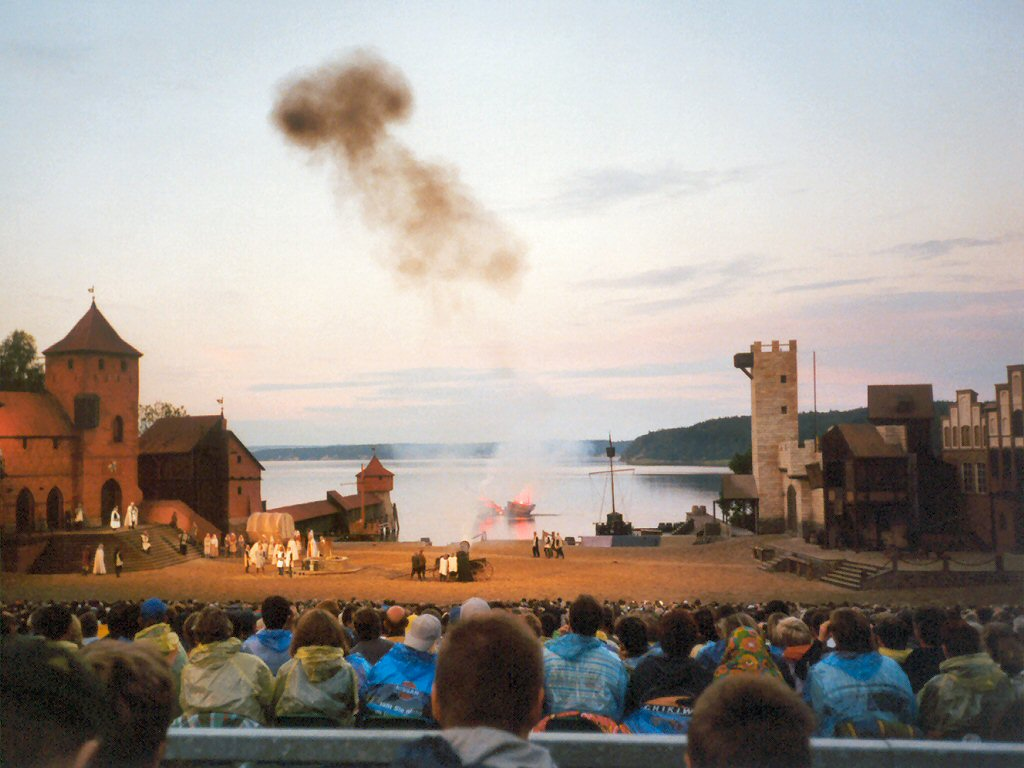
Störtebeker Festspiele 2002

Die Störtebeker Festspiele finden seit 1993 jährlich von Ende Juni bis Anfang September am Ufer des Großen Jasmunder Boddens in Ralswiek auf der Insel Rügen statt. Ihren Namen erhalten die Festspiele von dem Freibeuter und Piraten Klaus Störtebeker, von dem jedes Jahr eine Geschichte auf der Freilichtbühne handelt.

## Geschichte

### Rügenfestspiele in den 1960er und 1980er
Im Jahre 1959 wurden in Ralswiek im Zuge eines Kulturauftrages der DDR die Rügenfestspiele ins Leben gerufen. Der Platz für die damaligen Rügenfestspiele wurde im Frühjahr 1959 zwischen dem Schloss Ralswiek und dem Boddenufer gefunden. Daraufhin wurde eine Naturbühne in fünfmonatiger Bauzeit errichtet und das Dorf Ralswiek zu einem Festspielort umgebaut.
Von 1959 bis 1961 und von 1980 bis 1981 wurde die Dramatische Ballade „Klaus Störtebeker“ von Kurt Barthel unter der Leitung von Hanns Anselm Perten und der Chorleitung von Günther Wolf mit ca. 1.000 Mitwirkenden aufgeführt. Im Jahre 1960 wurden vom Hinstorff Verlag Die Legende vom Klaus Störtebeker und auch ein dazugehöriger Tonträger veröffentlicht. In den fünf Sommern wurden insgesamt 670.000 Besucher gezählt. Für die Ausstattung der Festspiele in den Jahren 1980 und 1981 war Falk von Wangelin zuständig, für die Musik Günter Kochan und für die Erarbeitung des historischen Hintergrundes Hans-Joachim Theil.
Zu den bekanntesten Hauptdarstellern jener Zeit zählten Manfred Gorr als der Rebell Klaus Störtebeker mit Petra Gorr als seine geliebte Trebele sowie Armin Roder, der als Störtebekers Gegenspieler die historische Figur des Simon von Utrecht verkörperte, Gerd Micheel als Bürgermeister Karsten Sarnow von Stralsund und Christine van Santen in der Rolle der Königin Margaretha von Dänemark, Gert Klotzek als dänischer Hauptmann, Michael Christian als Waffenmeister Wichmann, Dorothea Meissner als ein Mädchen, Peter Prager als ein Rostocker Stadthauptmann, Sibylle Kuhne als friesische Häuptlingstochter Hilda tom Broke, Studenten der Ingenieurhochschule für Seefahrt Warnemünde/Wustrow und Lehrlinge der BBS Fischfang Saßnitz sowie Mitglieder der DTSB-Sektion Pferdesport von Rügen, aus Stralsund, Ribnitz-Damgarten und Rostock und viele weitere Mitwirkende des Volkstheater Rostock und anderer Körperschaften. Die musikalische Leitung hatte Gerd Puls (Dirigent).

### Störtebeker Festspiele ab 1993
Im Jahr 1992 entschied sich der damalige Intendant der Karl-May-Spiele in Bad Segeberg, Peter Hick, in die verfallene Naturbühne in Ralswiek zu investieren und rief die „Störtebeker Festspiele“ ins Leben.
Am 3. Juli 1993 wurde das erste Stück „Wie einer Pirat wird“ auf der Naturbühne aufgeführt. Als erster Klaus Störtebeker stand Norbert Braun gemeinsam mit Dietmar Lahaine als Goedeke Michels auf der Naturbühne. Der erste Zyklus der Festspiele bestand aus 5 Episoden (Wie einer Pirat wird; Kampf um Stockholm; Sturm auf Gotland; Piraten der Westsee; Das Schwert des Henkers), die zwischen 1993 und 1997 aufgeführt wurden. Der zweite Zyklus der Festspiele umfasste jedoch nur 4 Episoden (Gesprengte Ketten; Die Vitalienbrüder; Die Kreuzritter; Hamburg – Hanse – Henker), welche zwischen 1998 und 2001 inszeniert wurden. Norbert Braun verkörperte die Hauptrolle Klaus Störtebeker nach 9 Saisons zum letzten Mal am 1. September 2001 in der Inszenierung „Hamburg – Hanse – Henker“, dem letzten Abschnitt des zweiten Zyklus.
Der Nachfolger von Norbert Braun als Klaus Störtebeker wurde von 2002 bis 2012 Sascha Gluth. Dietmar Lahaine war ab 2003 in der Rolle des Goedeke Michels bis 2012 auf der Bühne zu sehen, da seine Rolle 2002 nicht im Stück vorhanden war. Der dritte Zyklus bestand wieder aus 5 Episoden (Die Strandräuber; Der Wolf der Meere; Im Zeichen des Kreuzes; Piraten vor Britannien; In Henkers Hand), die zwischen 2002 und 2006 aufgeführt wurden. Der vierte Zyklus, indem Sascha Gluth und Dietmar Lahaine das letzte Mal zu sehen waren, umfasste 6 Episoden (Verraten und Verkauft; Der Seewolf; Das Vermächtnis; Der Fluch des Mauren; Der Schatz der Templer; Störtebekers Tod) von 2007 bis 2012, die zwischen 2009 und 2011 (Das Vermächtnis; Der Fluch des Mauren; Der Schatz der Templer) eine Trilogie mit dem Namen „Störtebekers Gold“ über den Schatz Störtebekers beinhaltete. 2006 wurde ein geringer Rückgang der Besucherzahlen verzeichnet, was auch dem allgemeinen Trend der Tourismuszahlen auf der Insel Rügen entsprach und auf die Fußball-Weltmeisterschaft 2006 in Deutschland zurückzuführen war. Am 17. August 2007 wurde in der 912. Vorstellung seit 1993 der viermillionste Besucher der Festspiele gezählt. Am 19. Juli 2010 wurde in der 1091. Vorstellung seit 1993 der fünfmillionste Besucher in Ralswiek gezählt.
Nach Sascha Gluth übernahm die Rolle des Klaus Störtebeker Bastian Semm. Die Rolle des Goedeke Michels wurde von Andreas Euler übernommen. Beide spielten ihre Hauptrollen von 2013 bis 2017 nur im fünften Zyklus (Beginn einer Legende; Gottes Freund; Aller Welt Feind; Auf Leben und Tod; Im Schatten des Todes). Mit dem Ende der Saison 2016 kamen die Festspiele auf über 7,3 Mio. Besucher in 24 Jahren in über 1500 Vorstellungen.
Auf Bastian Semm folgte Alexander Koll in der Rolle des Klaus Störtebeker. Alexander Hanfland übernahm die Rolle des Goedeke Michels im sechsten Zyklus. Alexander Koll spielte die Hauptrolle nur in den ersten beiden Episoden des sechsten Zyklus (Ruf der Freiheit; Schwur der Gerechten), da er 2020 bekannt gab, dass er aus privaten Gründen nicht mehr bei den Störtebeker Festspielen mitwirken werden. Daraufhin wurde Anfang 2020 bekanntgegeben, dass Moritz Stephan ihn als Klaus Störtebeker ersetzen werde. Auf Grund von COVID-19 mussten jedoch die Saison 2020, sowie die Saison 2021 abgesagt werden, weshalb Mortiz Stephan erst 2022 in der dritten Episode des sechsten Zyklus (Im Angesicht des Wolfes) sein Debüt auf der Naturbühne gab.

## Mitwirkende

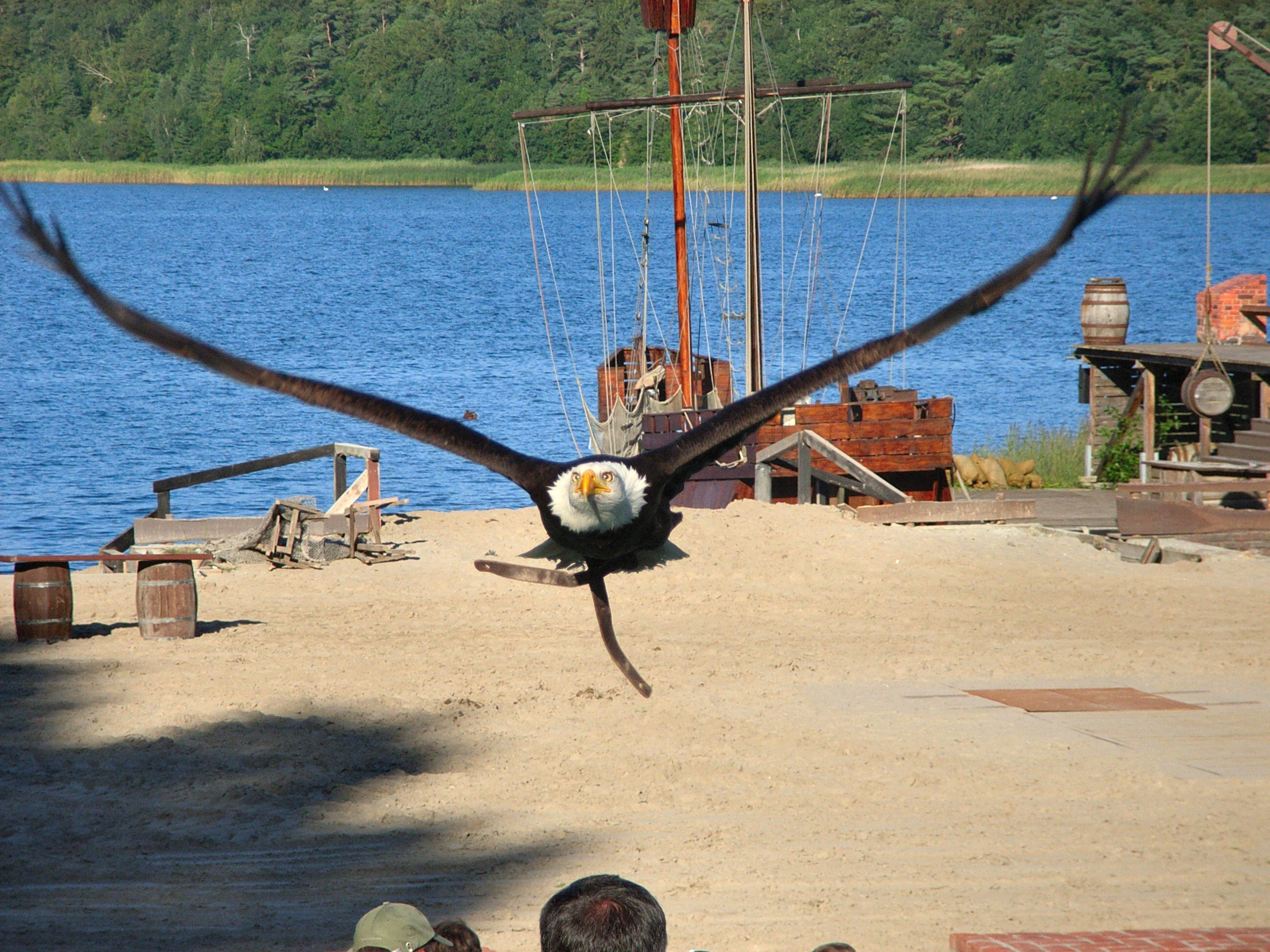
Weißkopfseeadler im Vorprogramm „Könige der Lüfte“

Die Störtebeker Festspiele beschäftigen über 150 Statisten, diverse Schauspieler, 30 Pferde, vier Schiffe mit Schiffsführern und weitere Mitarbeiter hinter den Kulissen. Das Casting für die Statisten findet im März bzw. April des jeweiligen Jahres statt.

### Am häufigsten mitwirkende Schauspieler
| Jahr(e)              | Schauspieler       | Hauptrolle        | Vorstellungen |
| -------------------- | ------------------ | ----------------- | ------------- |
| 1993–2001            | Norbert Braun      | Klaus Störtebeker | 540           |
| 1993–2001, 2003–2012 | Dietmar Lahaine    | Goedeke Michels   | 1198          |
| 2002–2012            | Sascha Gluth       | Klaus Störtebeker | 719           |
| 2013–2017            | Bastian Semm       | Klaus Störtebeker | 335           |
| 2013–2017            | Andreas Euler      | Goedeke Michels   | 335           |
| 2018–2019            | Alexander Koll     | Klaus Störtebeker | 134           |
| seit 2018            | Alexander Hanfland | Goedeke Michels   | 341 1         |
| seit 2022            | Moritz Stephan     | Klaus Störtebeker | 201 1         |

| Schauspieler       | Vorstellungen | Zeitraum                         |
| ------------------ | ------------- | -------------------------------- |
| Wolfgang Lippert   | 1456 1        | 2000–2001, seit 2003             |
| Mike Hermann Rader | 1267 1        | seit 2003                        |
| Hans-Jörg Fichtner | 1259          | 1993–2012                        |
| Norbert Braun      | 1058 1        | seit 2007                        |
| Burkhard Kurth     | 991           | 1993–2008                        |
| Charles Lemming    | 944 1         | 2005–2006, 2008, 2011, seit 2013 |
| Mircea Krishan     | 796           | 1993–1997, 1999–2006             |
| Fred Braeutigam    | 790           | 1993–2005                        |
| Thomas Linke       | 737           | 2009–2019                        |
| Ben Hecker         | 725           | 2003–2013                        |

### Übersicht der bisher aufgetretenen Schauspieler (in Nebenrollen)
- Bianca Warnek: 2016–2017, seit 2023
- Martina Guse: 2004, 2008, 2010–2011, seit 2022
- Victor Nilsson: seit 2022
- Volker Wackermann: seit 2022
- Charles Lemming: 2005–2006, 2008, 2011, seit 2013
- Norbert Braun: seit 2007
- Wolfgang Lippert: 2000–2001, seit 2003
- Mike Hermann Rader: seit 2003
- Lisa Ahorn: 2022
- Karin Hartmann: 1993, 2013–2022
- Michael Rothmann: 2022
- Thomas Ziesch: 2018–2022
- Volker Zack: 2018–2022
- Marco Bahr: 2016, 2019 2
- Krista Birkner: 2019
- Greta Galisch de Palma: 2019
- Thomas Linke: 2009–2019
- Sina-Valeska Jung: 2018
- Dietmar Lahaine: 2013, 2018
- Frank Richartz: 2018
- Nicola Ruf: 2018
- Nicolas König: 2017
- Philipp Richter: 2017
- Heinrich Rolfing: 2017
- Ben Bremer: 2007, 2015–2016
- Patricia Schäfer: 2008, 2014, 2016
- Anika Lehmann: 2015
- Mario Ramos: 2009–2015
- Susanne Szell: 2012, 2015
- Anna Lena Class: 2014
- Daniela Kiefer: 2009, 2014
- Thomas Kornack: 2013–2014
- Marco Matthes: 2014
- Neithardt Riedel: 2012–2014
- Hans H. Steinberg: 2014
- Claudia Gaebel: 2010–2011, 2013
- Sarah Hannemann: 2013
- Ben Hecker: 2003–2013
- Hans-Jörg Fichtner: 1993–2012
- Hans Hohlbein: 2012
- Julia Horvath: 2012
- Heiko Schendel: 2012
- Jürgen Haase: 2008–2009, 2011
- Robert Glatzeder: 2007–2010
- Joachim Kretzer: 2009–2010
- Sibylle Pape: 1997, 2003–2007, 2010
- Manfred Reddemann: 1995–1996, 2005–2006, 2010
- Ingrid van Bergen: 2005–2008, 2010
- Burkhard Kurth: 1993–2008
- Nadja Kruse: 2008
- Christina Kraft: 2007
- Frank Rebel: 2004–2005, 2007
- Jan Baake: 2006
- Jörg Bundschuh: 2001, 2006
- Vanida Karun: 2006
- Gerit Kling: 2006
- Mircea Krishan: 1993–1997, 1999–2006
- Fred Braeutigam: 1993–2005
- Jenny Jürgens: 2005
- Peter Theiss: 2002–2005
- Roland „Rollo“ Maier: 2003–2004
- Roland Seidler: 1993–2003
- Klaus-Peter Thiele: 1998–2001, 2003
- Renate Blume: 1999–2002
- Hans Hartz: 2002
- Wolfgang Dehler: 1996–1997, 1999–2001
- Sabine Kotzur: 1993–2001
- Maria-Anne Müller: 1997, 2000
- Robert Röske: 1994, 1996–1997, 1999–2000
- Heidemarie Wenzel: 1999–2000
- Patricia Frey: 1999
- Peter Cwielag: 1996–1997
- Ivette Richter: 1996
- Ronnie Paul: 1993–1995
- Grit Stephan: 1995
- Cersten Jacob: 1994
- Heike Schober: 1993–1994
- Carin Abicht: 1993

## Übersicht der Inszenierungen (seit 1993)
| Spielzeit | Zyklus | Spielzeitraum                  | Inszenierung                                     | Regie                             | Hauptdarsteller                   | Besucher                          |
| --------- | ------ | ------------------------------ | ------------------------------------------------ | --------------------------------- | --------------------------------- | --------------------------------- |
| 001.      | I.     | 0n3. Juli – 29. August 1993    | Wie einer Pirat wird                             | Roland Oehme                      | Norbert Braun                     | 078.060                           |
| 002.      | I.     | 0n2. Juli – 28. August 1994    | Kampf um Stockholm                               | Roland Oehme                      | Norbert Braun                     | 136.985                           |
| 003.      | I.     | 0n1. Juli – 26. August 1995    | Sturm auf Gotland                                | Roland Oehme                      | Norbert Braun                     | 183.429                           |
| 004.      | I.     | l22. Juni – 31. August 1996    | Piraten der Westsee                              | Roland Oehme                      | Norbert Braun                     | 210.590                           |
| 005.      | I.     | l21. Juni – 30. August 1997    | Das Schwert des Henkers                          | Roland Oehme                      | Norbert Braun                     | 266.099                           |
| 006.      | II.    | l20. Juni – 29. August 1998    | Gesprengte Ketten                                | Roland Oehme                      | Norbert Braun                     | 244.754                           |
| 007.      | II.    | l26. Juni – 04. September 1999 | Die Vitalienbrüder                               | Roland Oehme                      | Norbert Braun                     | 292.413                           |
| 008.      | II.    | l24. Juni – 02. September 2000 | Die Kreuzritter                                  | Roland Oehme                      | Norbert Braun                     | 296.974                           |
| 009.      | II.    | l23. Juni – 01. September 2001 | Hamburg–Hanse–Henker                             | Roland Oehme                      | Norbert Braun                     | 320.007                           |
| 010.      | III.   | l22. Juni – 31. August 2002    | Die Strandräuber                                 | Roland Oehme                      | Sascha Gluth                      | 281.644                           |
| 011.      | III.   | l28. Juni – 06. September 2003 | Der Wolf der Meere                               | Holger Mahlich                    | Sascha Gluth                      | 335.208                           |
| 012.      | III.   | l26. Juni – 04. September 2004 | Im Zeichen des Kreuzes                           | Holger Mahlich                    | Sascha Gluth                      | 340.423                           |
| 013.      | III.   | l25. Juni – 10. September 2005 | Piraten vor Britannien                           | Holger Mahlich                    | Sascha Gluth                      | 366.200                           |
| 014.      | III.   | l24. Juni – 09. September 2006 | In Henkers Hand                                  | Holger Mahlich                    | Sascha Gluth                      | 360.366                           |
| 015.      | IV.    | l23. Juni – 08. September 2007 | Verraten und verkauft                            | Holger Mahlich                    | Sascha Gluth                      | 335.319                           |
| 016.      | IV.    | l21. Juni – 06. September 2008 | Der Seewolf                                      | Holger Mahlich                    | Sascha Gluth                      | 377.916                           |
| 017.      | IV.    | l20. Juni – 05. September 2009 | Störtebekers Gold Teil 1: Das Vermächtnis        | Holger Mahlich                    | Sascha Gluth                      | 394.766                           |
| 018.      | IV.    | l19. Juni – 04. September 2010 | Störtebekers Gold Teil 2: Der Fluch des Mauren   | Holger Mahlich                    | Sascha Gluth                      | 381.858                           |
| 019.      | IV.    | l18. Juni – 03. September 2011 | Störtebekers Gold Teil 3: Der Schatz der Templer | Holger Mahlich                    | Sascha Gluth                      | 360.097                           |
| 020.      | IV.    | l23. Juni – 08. September 2012 | Störtebekers Tod                                 | Holger Mahlich                    | Sascha Gluth                      | 362.963                           |
| 021.      | V.     | l22. Juni – 07. September 2013 | Beginn einer Legende                             | Kai Maertens                      | Bastian Semm                      | 343.190                           |
| 022.      | V.     | l21. Juni – 06. September 2014 | Gottes Freund                                    | Peter Dehler                      | Bastian Semm                      | 355.125                           |
| 023.      | V.     | l20. Juni – 05. September 2015 | Aller Welt Feind                                 | Thomas Schendel                   | Bastian Semm                      | 357.187                           |
| 024.      | V.     | l18. Juni – 03. September 2016 | Auf Leben und Tod                                | Thomas Schendel                   | Bastian Semm                      | 350.836                           |
| 025.      | V.     | l24. Juni – 09. September 2017 | Im Schatten des Todes                            | Marco Bahr                        | Bastian Semm                      | 338.305                           |
| 026.      | 0VI.   | l23. Juni – 08. September 2018 | Ruf der Freiheit                                 | Marco Bahr                        | Alexander Koll                    | 310.405                           |
| 027.      | 0VI.   | l22. Juni – 07. September 2019 | Schwur der Gerechten                             | Marco Bahr                        | Alexander Koll                    | 333.289                           |
| 028.      | 0VI.   | 20. Juni – 5. September 2020   | Im Angesicht des Wolfes                          | Auf Grund von COVID-19 abgesagt 3 | Auf Grund von COVID-19 abgesagt 3 | Auf Grund von COVID-19 abgesagt 3 |
| 028.      | 0VI.   | 19. Juni – 11. September 2021  | Im Angesicht des Wolfes                          | Auf Grund von COVID-19 abgesagt 3 | Auf Grund von COVID-19 abgesagt 3 | Auf Grund von COVID-19 abgesagt 3 |
| 028.      | 0VI.   | l18. Juni – 10. September 2022 | Im Angesicht des Wolfes                          | Marco Bahr                        | Moritz Stephan                    | – 4                               |
| 029.      | 0VI.   | l24. Juni – 9. September 2023  | Gotland unter Feuer                              | Louis Villinger & Cordula Jung    | Moritz Stephan                    | – 4                               |
| 030.      | 0VI.   | l15. Juni – 31. August 2024    | Hamburg 1401                                     | Louis Villinger & Cordula Jung    | Moritz Stephan                    |                                   |
| 031.      | 0VII.  | 28. Juni – 13. September 2025  | Freibeuter der Meere                             | Louis Villinger & Cordula Jung    | Moritz Stephan                    |                                   |

## Dokumentationen

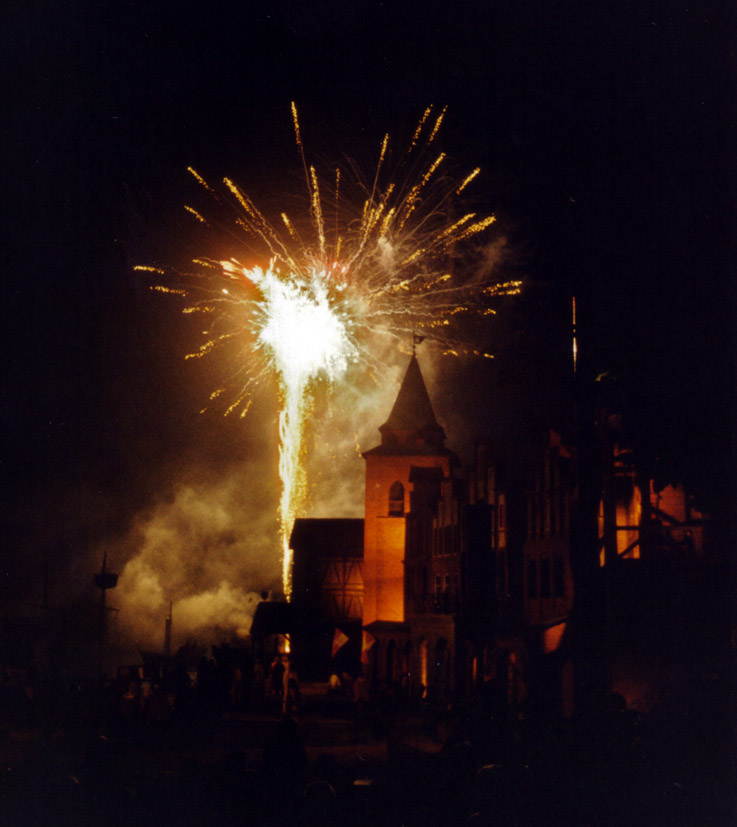
Feuerwerk

Am 26. Dezember 2007 zeigte der NDR eine Dokumentation mit dem Namen „Der wahre Schatz des Störtebeker“ über Klaus Störtebeker, die Tourismusindustrie und bot einen Einblick hinter die Kulissen der Störtebeker Festspiele.
Die Dokumentation mit dem Namen „Sonne, Sand und Störtebeker“ befasst sich ebenfalls mit den Festspielen.
Hinter die Kulissen blickte auch Welt der Wunder im Jahr 2015 und zeigte die Inszenierungen seit 1993 mit dem Intendanten Peter Hick und Mitwirkenden hinter und auf der Bühne. In der Dokumentation wurden u. a. Bastian Semm zu seiner Störtebeker-Interpretation als „Robin Hood der Meere“ interviewt. Auch Wolfgang Lippert und weitere Mitwirkende wurden interviewt.
Anlässlich des dreißigjährigen Jubiläums der Störtebeker Festspiele veröffentlichte das MDR Fernsehen 2023 den Beitrag „Auf den Spuren der Piraten: Störtebeker-Festspiele feiern spektakuläre Premiere“ und gab einen Einblick hinter die Kulissen des Stückes 2023. Außerdem wurden auch Aufnahmen der Rügenfestspiele aus den 1950er und 1980er Jahren gezeigt und der Aufbau und die Entwicklung der Störtebeker Festspiele als Lebenswerk der Familie Hick und Wirtschaftsfaktor der Insel Rügen thematisiert.

## Auszeichnungen
- 2016: Tourismuspreis Mecklenburg-Vorpommern

## Trivia
- Die Störtebeker Festspiele GmbH & Co. KG ist ein privates Familienunternehmen, das keine staatlichen Zuschüsse erhält und von Sponsoren mitfinanziert wird. Seit 1993 ist Peter Hick Intendant der Störtebeker Festspiele. Seine Frau Ruth Hick und Tochter Anna-Theresa Hick sind Geschäftsführerinnen des Unternehmens.